# Museumshafen Büsum

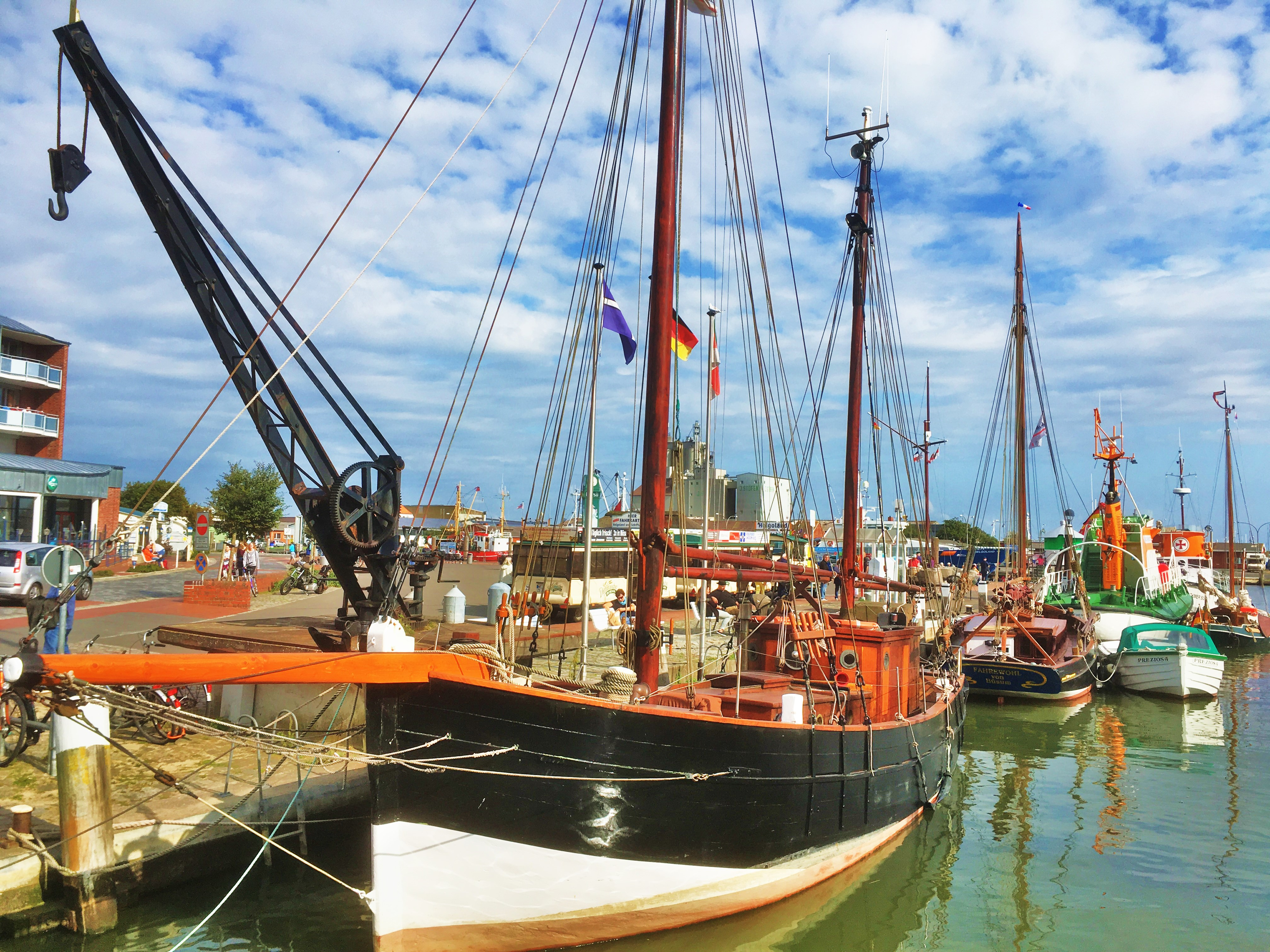
Der Museumshafen im Herbst 2019, mit der vereinseigenen Margaretha

Der Museumshafen Büsum ist ein Museumshafen in Büsum an der deutschen Nordseeküste.
Nach der Gründung des Museumshafen Büsum e.V. am 7. Juni 2001 durch 24 Büsumer Bürger und der Übernahme des Hafenbeckens I von der Gemeinde Büsum wurde der „Alte Hafen“ (niederdeutsch „de ole Hoov“) zum Museumshafen umfunktioniert.
Der Verein sieht seine Aufgabe darin, Zeugnissen der Seefahrtsgeschichte, die vor dem Verfall und der Abwrackwerft bewahrt wurden, als Gast- und Dauerlieger einen Heimathafen zu bieten. Dazu werden außer Dienst gestellte Wasserfahrzeuge der Berufsschifffahrt erworben, restauriert, präsentiert und in Fahrt gehalten. Das Gesamt-Hafenbild soll mit dem historischen „Alten Hafen“ vervollständigt werden, um der heutigen Generation beispielhaft vorführen zu können, wie einst die Berufsschifffahrt an der Westküste Schleswig-Holsteins und hier speziell in Büsum aussah.
Der Hafen ist derzeit wegen einer temporären Baubrücke, die den Museumshafen in einen aktiven und passiven Teil trennt, mehr als ausgelastet.

## Hafengelände

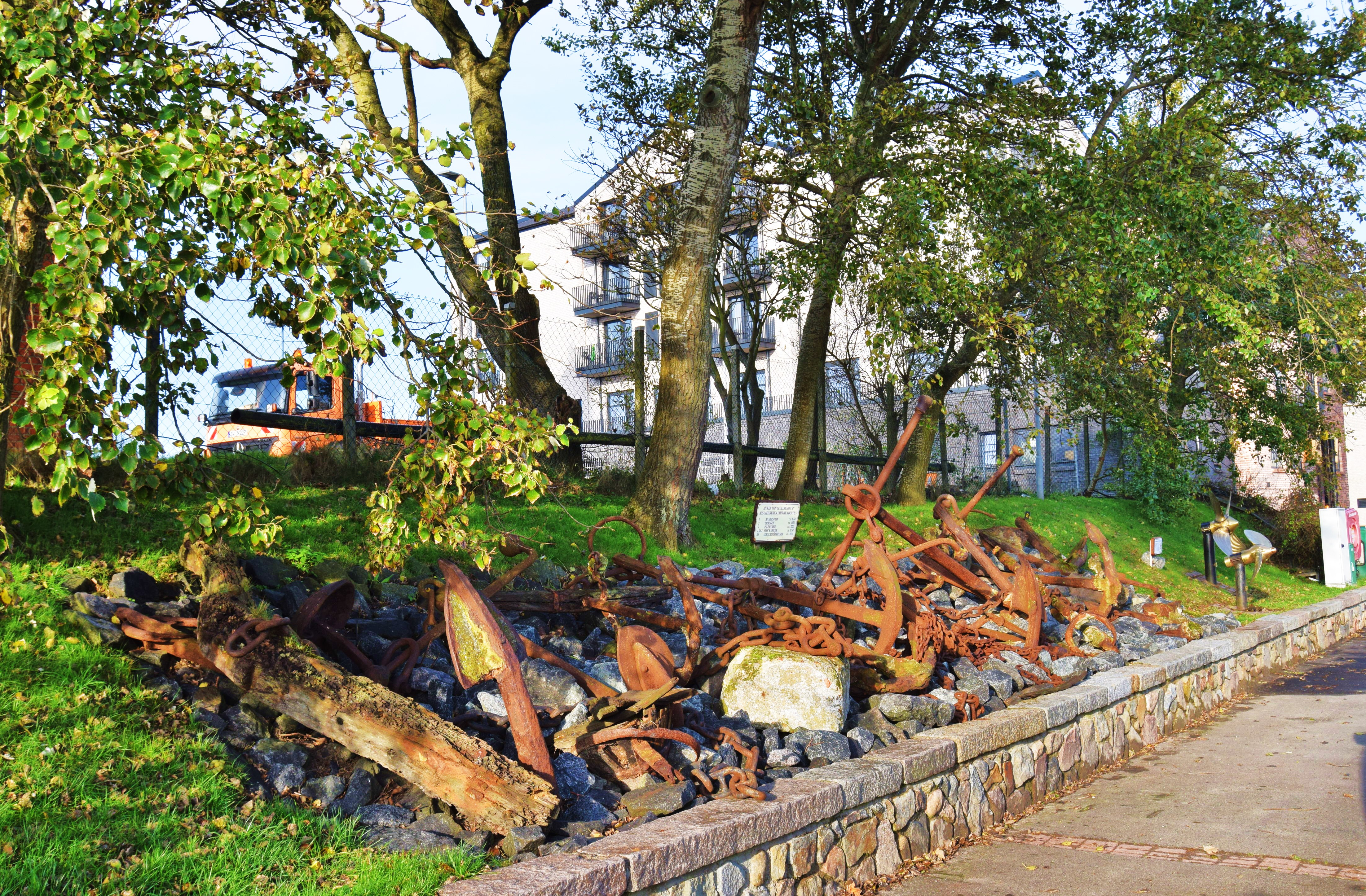
Der Ankerfriedhof am Museumshafen

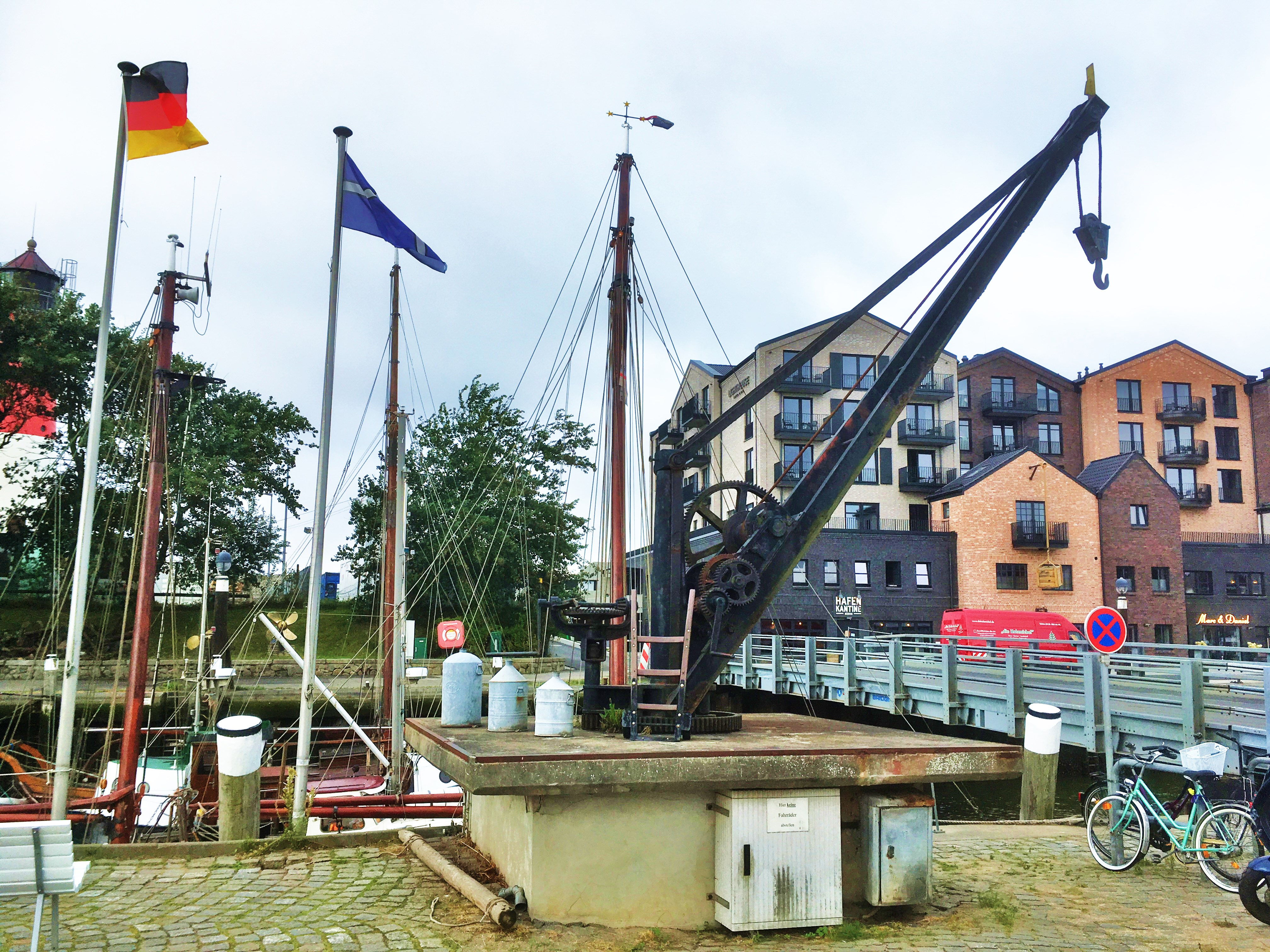
Alter Hafenlastenkran am Museumshafen aus dem Jahre 1921

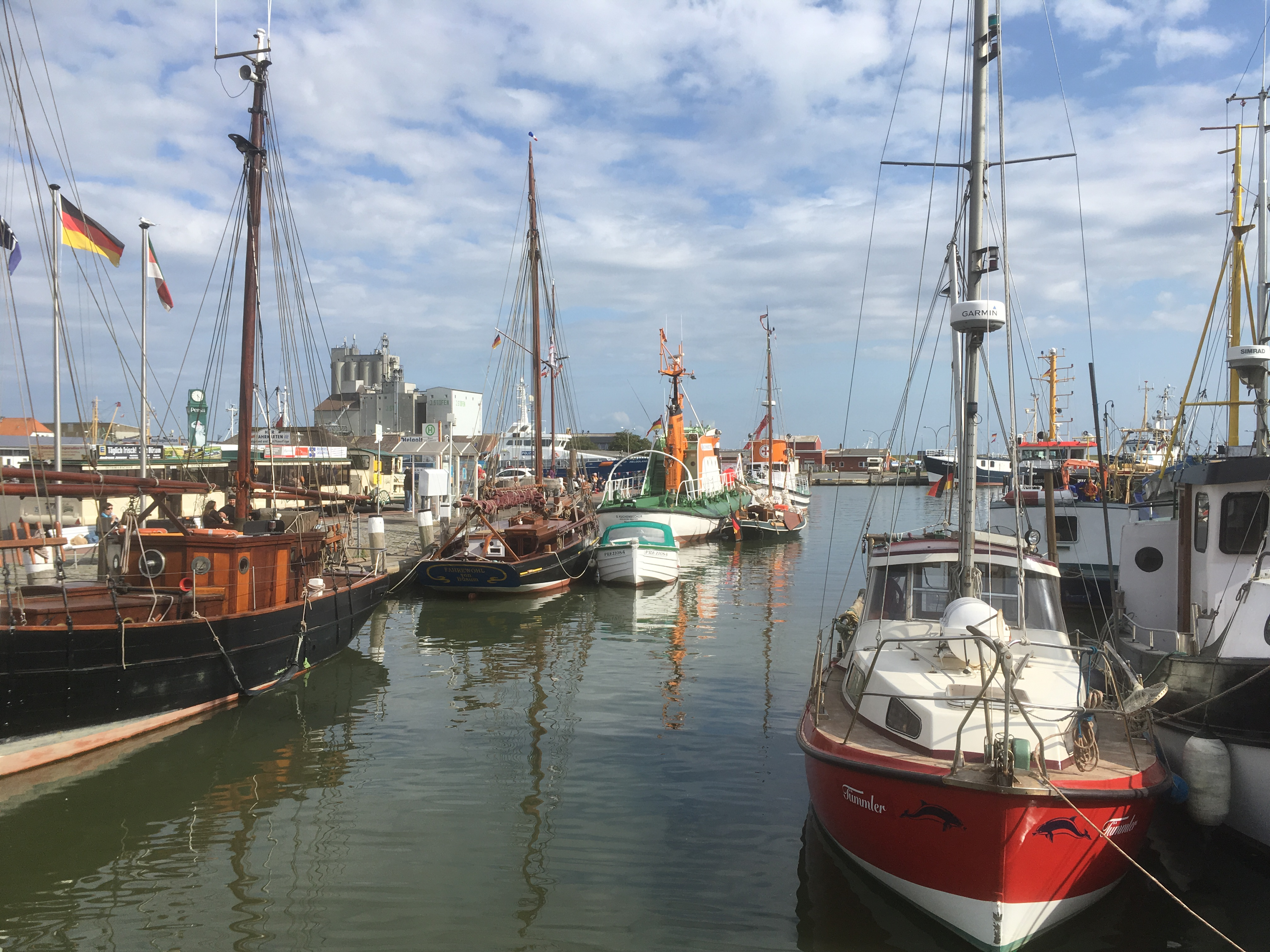
Die Liegeplätze im Museumshafen sind alle belegt

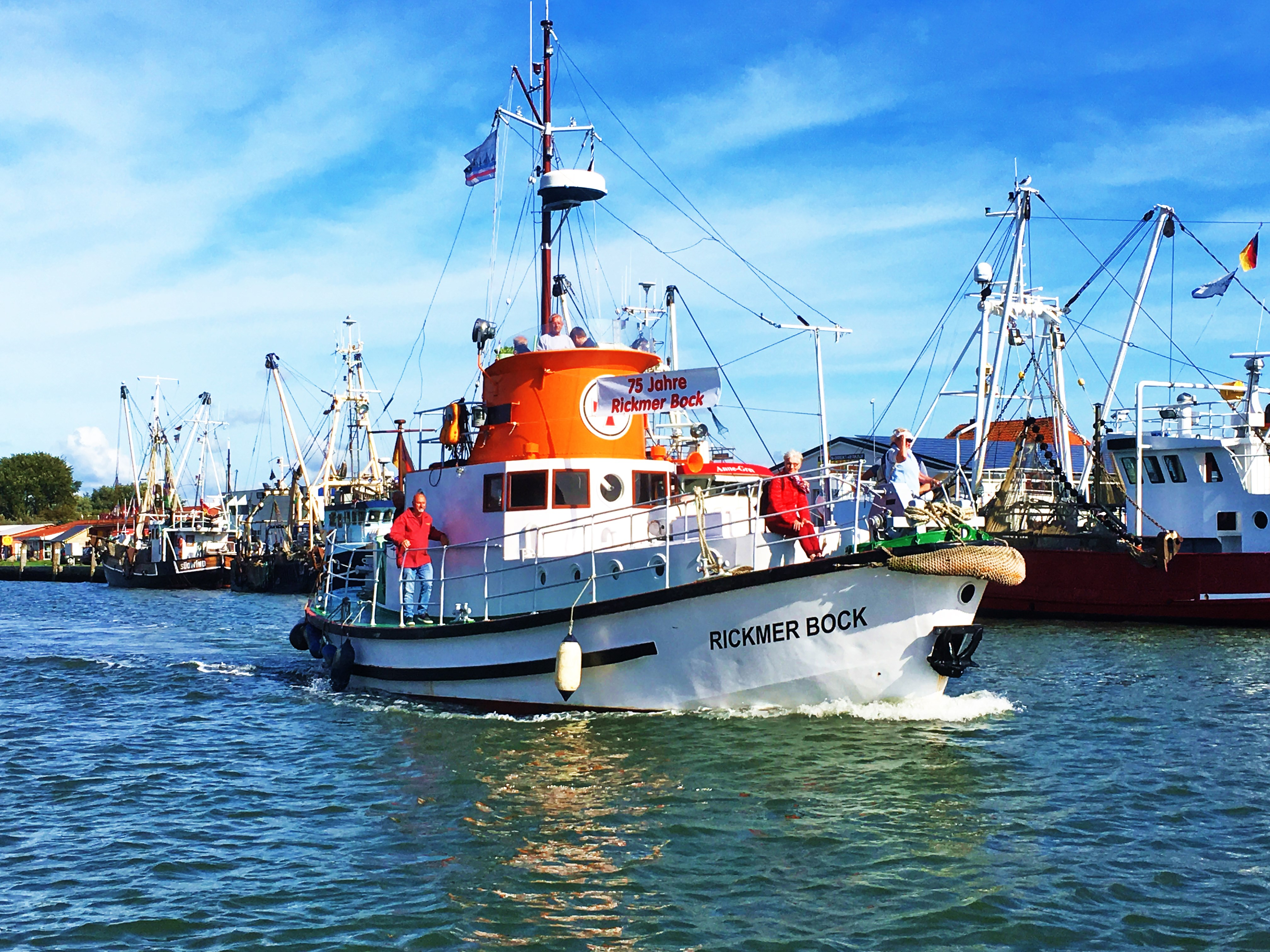
Rickmer Bock 2019

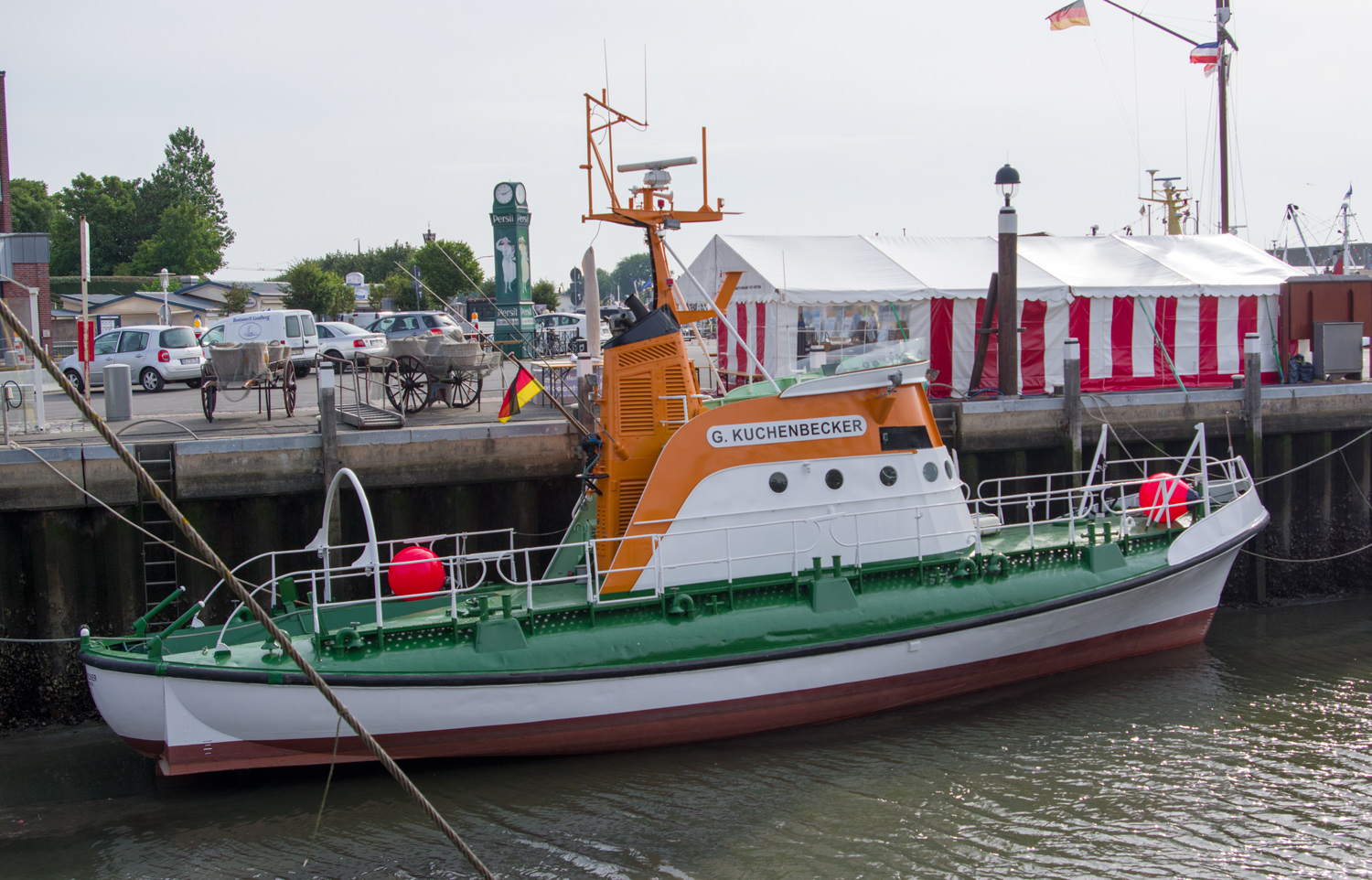
Ehemaliger Seenotrettungskreuzer G. Kuchenbecker

Das Hafenbecken I ist das der Innenstadt und dem Strand nächstgelegene Hafenbecken Büsums. Die Bebauung ringsum ist vom touristischen Charakter des Ortes geprägt; auf der Deichseite fällt vor allem das mächtige Hotel Lighthouse ins Auge, auf der Stadtseite befindet sich eine Ladenzeile, die hauptsächlich von Souvenirhändlern genutzt wird. Gegenüber der Schmalseite des Hafens befinden sich eine breite Freitreppe, die die Verbindung zwischen Hafen- und Deichebene herstellen. Die Umgebung wirkt also auf den ersten Blick wenig museal, doch hat man vom Hafen aus auch Blick auf den Büsumer Tonnenhof und Leuchtturm und rings um den Hafen weisen auch einzelne Sehenswürdigkeiten auf die Vergangenheit hin:
- Der Ankerfriedhof beherbergt Anker verschiedener Art aus mehreren Jahrhunderten; eine Hinweistafel benennt die einzelnen Exponate.
- Unweit der Freitreppe steht eine nachgebaute Schottsche Karre, wie sie einst im Hafengelände zum Fisch- und Krabbentransport genutzt wurde. Zwei weitere Schottsche Karren befinden sich in der Nähe vom Molenfeuer.
- In der Nähe befindet sich ein Wasserstandsanzeiger bzw. Sturmflutpfahl, an dem die Wasserhöhe aus Katastrophenjahren abgelesen werden kann.
- Ein archaischer „Tassenpegel“ diente der Wasserstandsanzeige bei Sturmfluten, daneben steht ein alter Tideschreibpegel. Beide sind unterhalb des Leuchtturms neben dem Ankerfriedhof zu finden.
- Ebenfalls nachgebaut wurde am Fuße der Freitreppe das erste Büsumer Leuchtfeuer, der Vorgänger des 1913 in Dienst gestellten Leuchtturms. Es bestand aus einem hölzernen quaderförmigen Unterbau, der eine Petroleumleuchte trug, und war seit 1878 im Dienst.
- Auf der Landseite steht noch ein alter handbetriebener Kran, der zum Beladen und Aufriggen der Schiffe genutzt wurde. Der Hafenkran stammt aus der Zeit des Aufbaus der Büsumer Fischereiflotte. So nutzte unter anderem die im Jahre 1917 gegründete Motorenwerkstatt Carl Boysen aus Büsum den Kran für die Instandsetzung und Wartung der Motoren der Fischkutter. Diese waren aufgrund ihrer großen Schwungräder sehr schwer. Der Kran steht für die Hafenentwicklung. Er ist Sinnbild für den Einzug der Moderne (Verbrennungsmotor) in Nordseefischerei, die bis dahin unter Segeln fuhr. Das Landesamt für Denkmalpflege Schleswig-Holstein hat den Hafenkran im Museumshafen als Kulturdenkmal erkannt und in die Denkmalliste des Landes Schleswig-Holstein unter der Objektnummer 51465 aufgenommen. Der Hafenlastenkran wurde anlässlich seines 100-jährigen Jubiläums von Grund auf saniert, der abgesackte Sockel gerichtet sowie gesichert und mit zwei LED-Leuchten versehen.
- Eines der ehemaligen Molenfeuer der Hafeneinfahrt aus dem Jahr 1938 dient seit 2003 am Winkel zwischen dem Museumshafen und dem Hafenbecken II als Miniaturleuchtturm. In den Sockel dieses Türmchens wurde eine Kanonenkugel eingemauert, die aus dem Seegefecht stammen soll, bei dem am 3. September 1813 dänische und englische Kanonenboote vor Büsum aufeinander trafen.
- Unweit dieses Molenfeuers wurde eine Persiluhr aufgestellt, die als Treffpunkt für Stadtführungen etc. dient. Der Übergang zum nächsten Hafenbecken, wo die Ausflugsschiffe nach Helgoland und die Krabbenkutter abfahren, wird ebenfalls vorwiegend touristisch genutzt; Hinweistafeln zur Geschichte des Fangs und der Verarbeitung der Nordseegarnelen befinden sich auch an diesem Hafenbecken, an dessen jenseitigem Rand das ebenfalls diesem Thema gewidmete Museum am Meer liegt.

## Schiffe
- Im Besitz des Museumshafenvereins befindet sich die Rickmer Bock, die 1944 als Hindenburg in Dienst gestellt, aber noch im selben Jahr in Geheimrat Heinrich Gerlach umgetauft wurde. Seit 1951 trägt das Boot seinen jetzigen Namen. Es wurde bis 1981 als Motorrettungsboot genutzt, war dann 20 Jahre lang Museumsschiff in Bremen und kehrte 2003 an seinen langjährigen Einsatzort Büsum zurück.

- Zum Besitz des Vereins zählte bis Ende 2021 der ehemalige Finkenwerder Hochseekutter HF 316 Margaretha. Er wurde im Jahr 1911 in Hamburg-Finkenwerder von Joachim Behrens aus Eichenholz gebaut. Seine Segelfläche betrug 75,5 m², die Länge über alles 12,82 bzw. mit Klüver 16,00 m und die Breite 3,80 m. Der Gaffelkutter besaß einen Dieselmotor mit 78 PS aus dem Jahr 1985. Er war bis 1957 in der Elb- und Küstenfischerei eingesetzt. Insbesondere wurden Plattfische, Kabeljau und Steinbutt für Hamburg gefischt. Von 1957 bis 1973 wurde er mit dem Kennzeichen DOR 54 in Dorum in der Küstenfischerei zum Krabbenfang eingesetzt. 1973 ist er aus der Fischerei genommen und zum Traditionsschiff umgebaut worden. Der Kutter befand sich seit 2001 im Besitz des Museumshafenvereins, anfangs trug er das fiktive Kennzeichen BÜS 39. Wegen zu hoher Sanierungskosten wurde die Margaretha im Dezember 2021 zur Büsumer Landberg-Werft verbracht und dort 2022 abgewrackt.

- Der Seenotrettungskreuzer G. Kuchenbecker, wurde wie das Schwesterschiff H.-J. Kratschke der 19-m-Klasse der Deutschen Gesellschaft zur Rettung Schiffbrüchiger (DGzRS) im Jahre 1969 von der Werft Abeking & Rasmussen in Lemwerder und die beiden anderen Schwesterschiffe Otto Schülke und Hans Lüken bei der Schiffs- und Bootswerft Schweers in Bardenfleth gebaut, liegt seit dem 12. Juli 2019 im Büsumer Museumshafen neben der Rickmer Bock. Günter Kuchenbecker und Otto Schülke, beide stammten aus Büsum, ließen zusammen mit ihren zwei weiteren Seenotrettern, den beiden Helgoländern Vormann Paul Denker und Hans-Jürgen Kratschke am 23. Februar 1967 beim Unglück des Seenotkreuzers Adolph Bermpohl vor Helgoland ihr Leben. Ein Gedenkstein neben dem Ankerfriedhof erinnert an die Tragödie.

- Der älteste noch fahrtüchtige Büsumer Krabbenkutter ist die Fahrewohl von Büsum. Sie wurde 1912 auf der Junge-Werft in Wewelsfleth gebaut und hatte bis 1921 ihren Heimathafen in Büsum, wo sie 1914 bei einer Regatta gewann und 1915 den ersten Motor erhielt. Nach Jahren in Kaiser-Wilhelm-Koog, Cuxhaven und Friedrichskoog, wo sie bis 1976 noch als Kutter diente, wurde die Fahrewohl Ende 2007 vom Museumshafenverein angekauft und 2008 nach Büsum überführt.

- Die Feuerland wurde 1927 für Gunther Plüschow gebaut und von diesem für seine Expeditionen genutzt. Seit 2006 befindet sie sich wieder in Deutschland und sollte für den Museumshafen grundlegend restauriert werden. Der Förderverein zur Erhaltung der Feuerland in Flensburg hat im Herbst 2021 beschlossen, das Schiff wegen fehlender Sanierungsmittel abzuwracken.

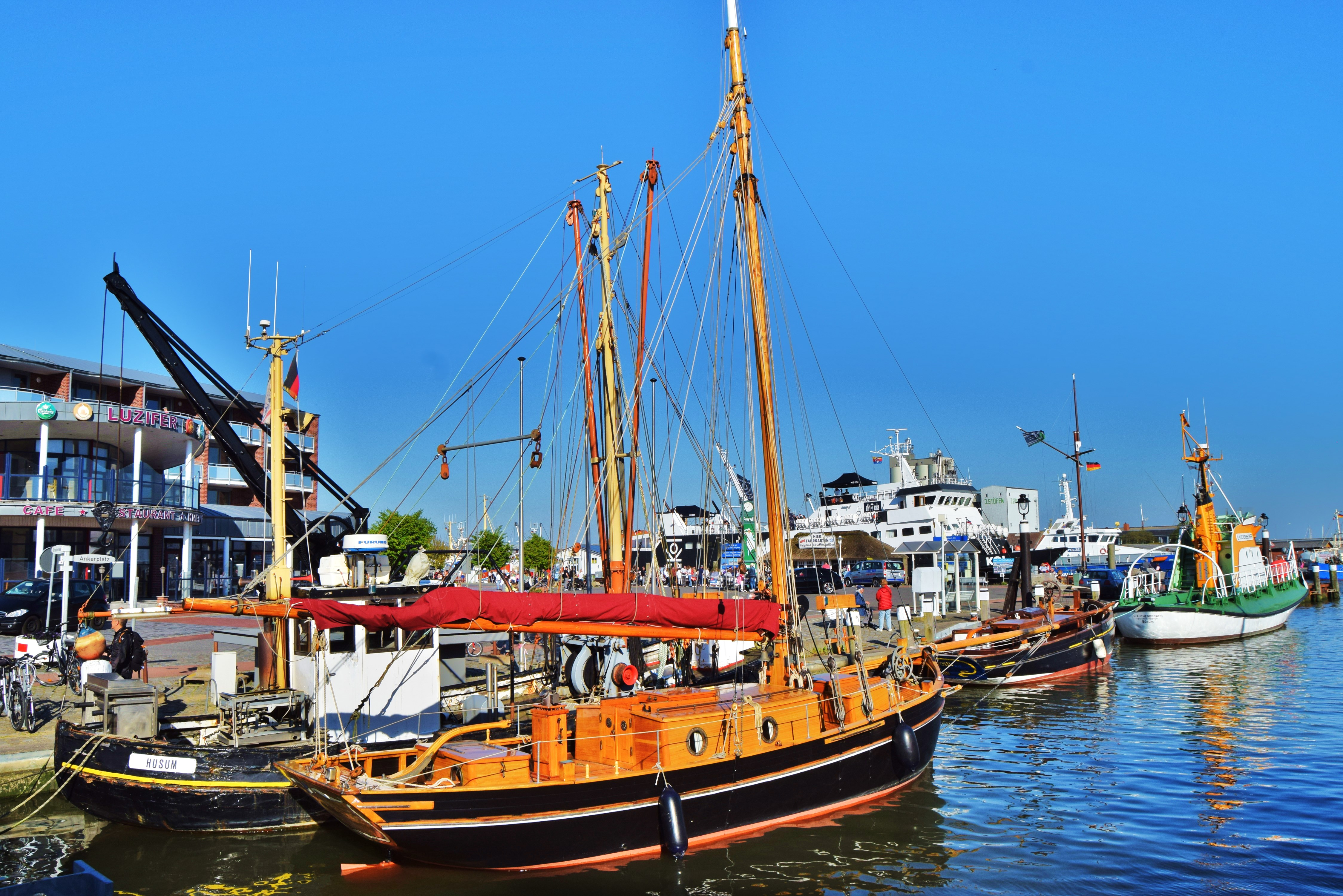
Forelle von Kollmar im Museumshafen

- Der Gaffelkutter Forelle wurde 1932 auf der Dawartz Schiffswerft in Tönning gebaut, mit einer Rumpflänge von 10 Metern, einer Breite von 2,96 Metern und einem Tiefgang von 1,20 Metern. Ursprünglich war die Forelle mit einem 12 PS leistenden Schiffsmotor ausgestattet, der später einem von 36 PS wich. Sie wurde als Krabbenkutter mit dem Fischereikennzeichen BÜS 85 und dem Unterscheidungssignal LHPT in Fahrt gesetzt. Ihr Eigner war Hans Strüben,[1] gefahren wurde sie vom Büsumer Fischer Hans Schülke. Im Jahre 1952 wurde die Forelle nach Ording verkauft und erhielt das Kennzeichen TÖN 17.[2] Ab 1952 wird Willi Unbehaun, ab 1955 Günter Gericke und von 1958 bis 1959 Boje Meyer junior als Eigner geführt. Bei der Kutterregatta der Tönninger Fischerflotte um das Blaue Band der Eider am 22. Juli 1958 fuhr Boje Meyer mit ihr in der 4. Gruppe als erster über die Ziellinie. Der Kutter wurde 1960 zum Sportboot ausgebaut und verkauft. Er war zuletzt mit dem Namen Forelle von Kollmar im Privatbesitz im Hamburger Raum beheimatet und wurde 2023 mithilfe eines Spenders vom Museumshafenverein erworben. Am 11. Mai 2023 wurde die Forelle aus Seestermühe nach Büsum überführt. Eine Umbenennung in Forelle von Büsum mit dem ehemaligen Kennzeichen BÜS 85 ist vorgesehen.[3]

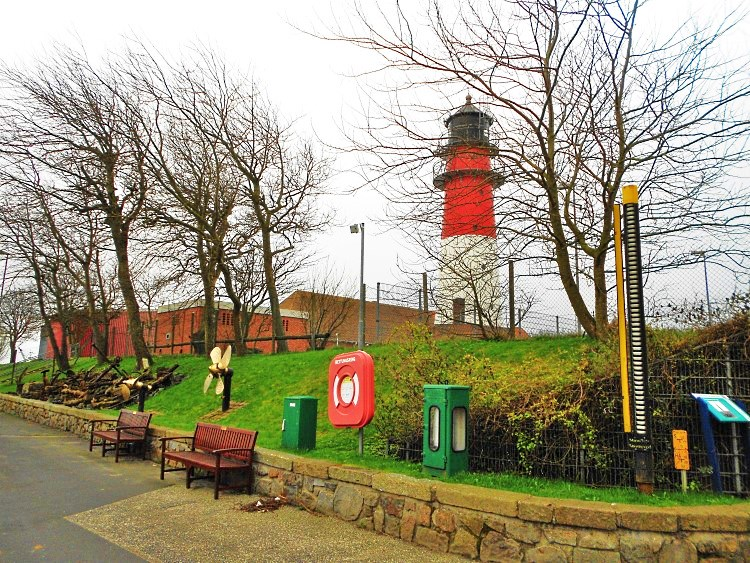
Der gelbe Tassenpegel neben dem grünen Tideschreibpegel unterhalb des Leuchtturms, links der Ankerfriedhof
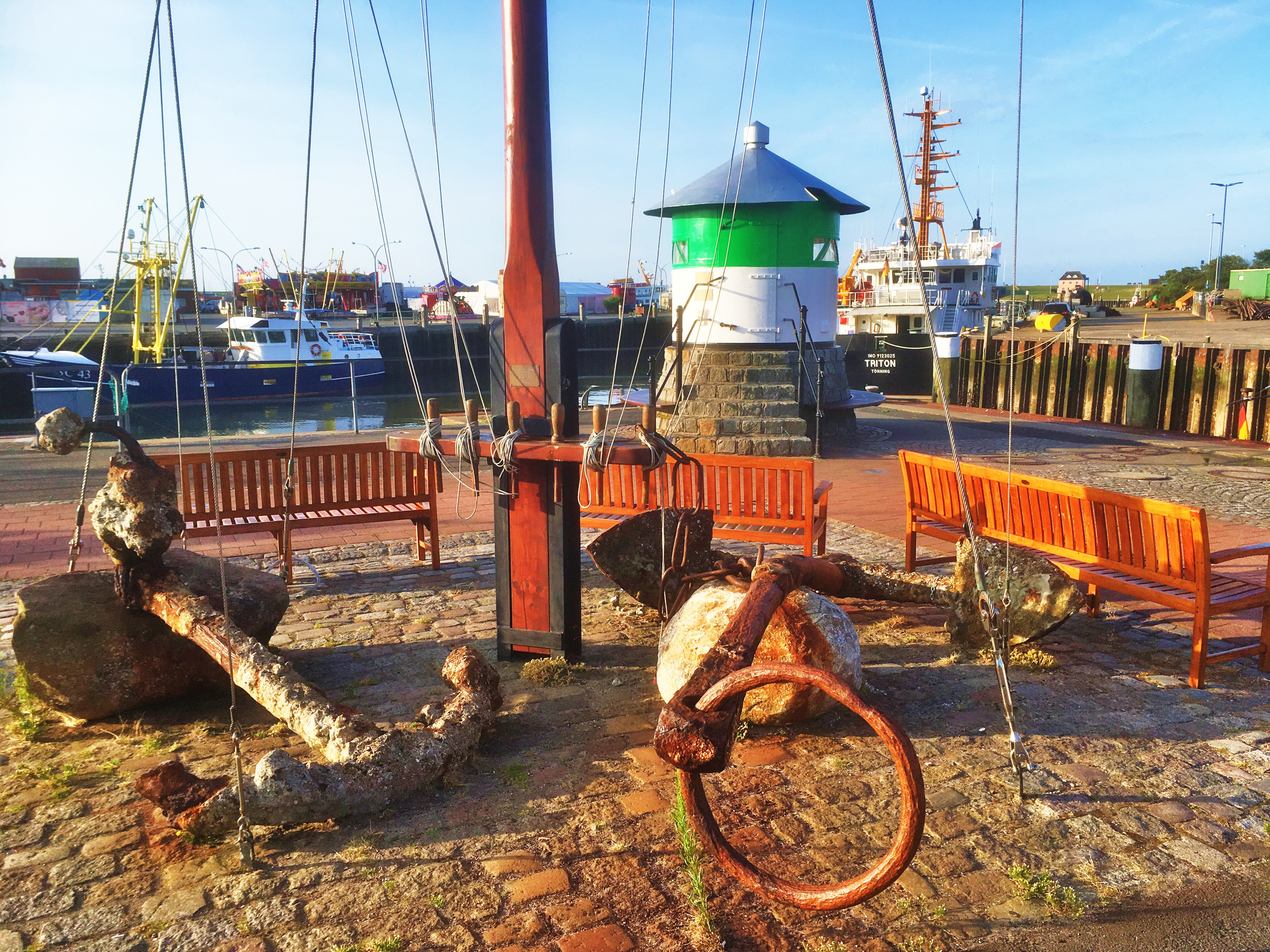
Altes Molenfeuer am Ankerplatz mit Ruhebänken und Stockankern
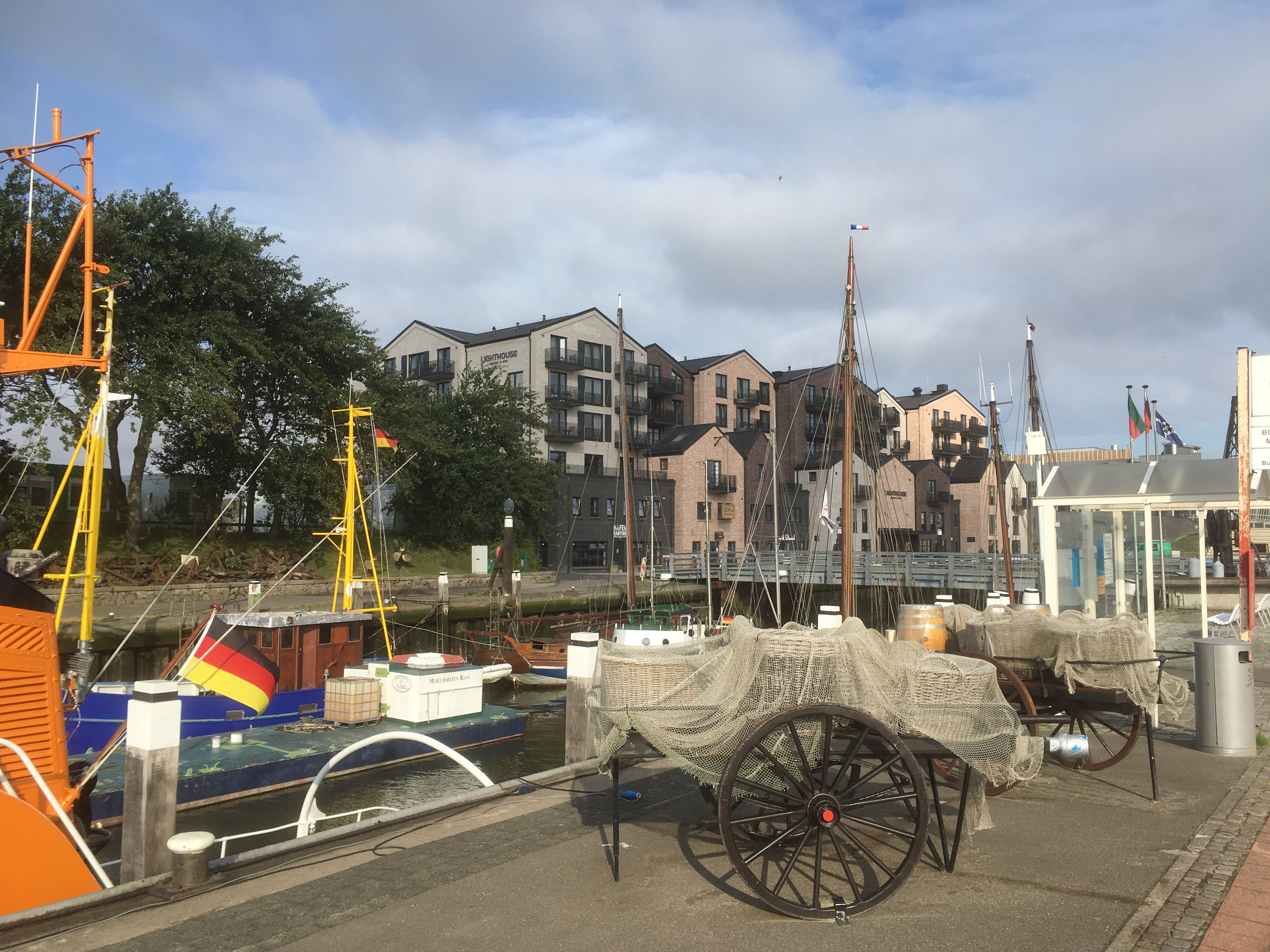
Schottsche Karre am Ankerplatz
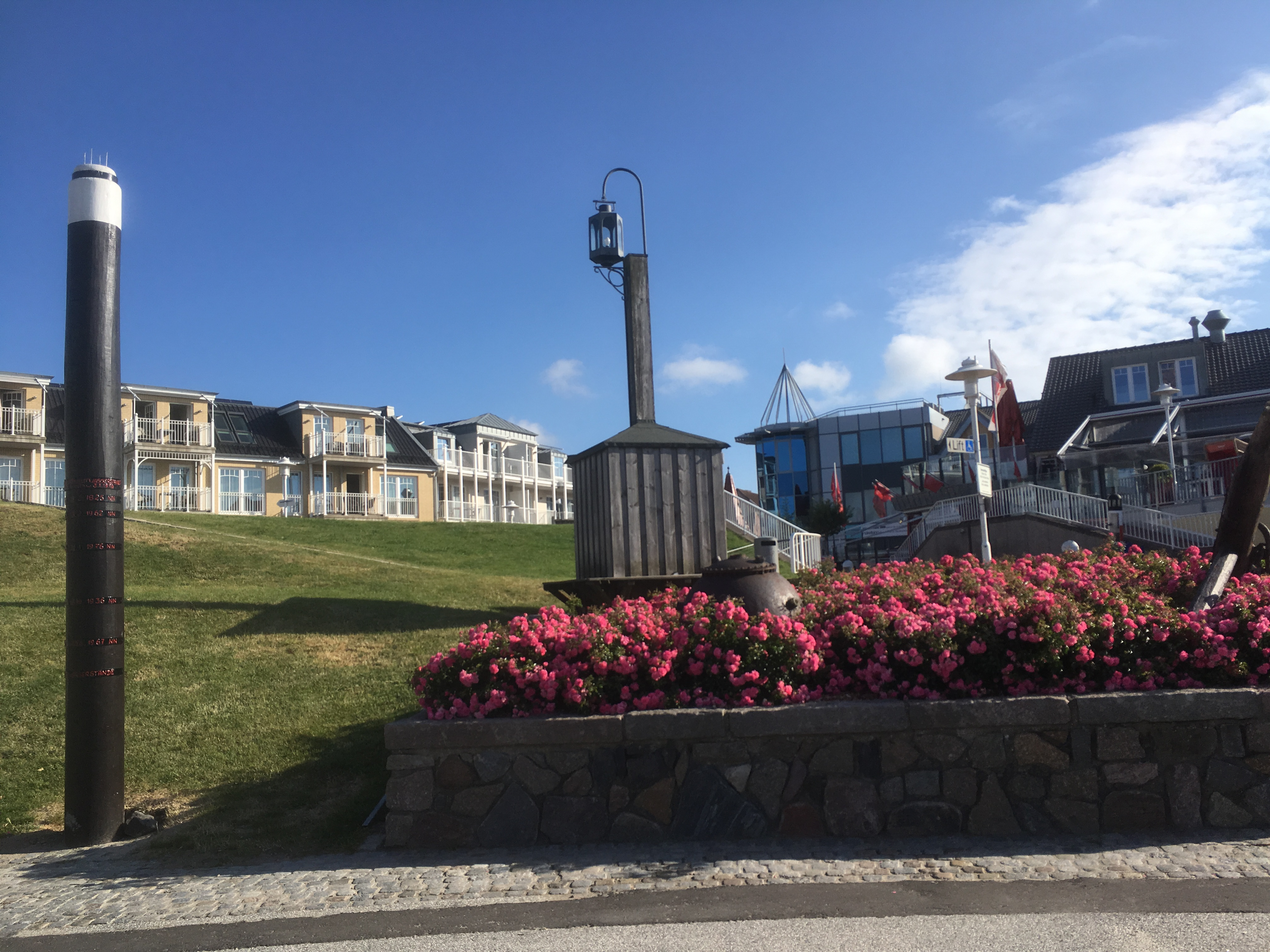
Sturmflutpfahl neben der Freitreppe, der alte Leuchtturm dahinter, im Blumenbeet eine Treibmine und ein Stockanker
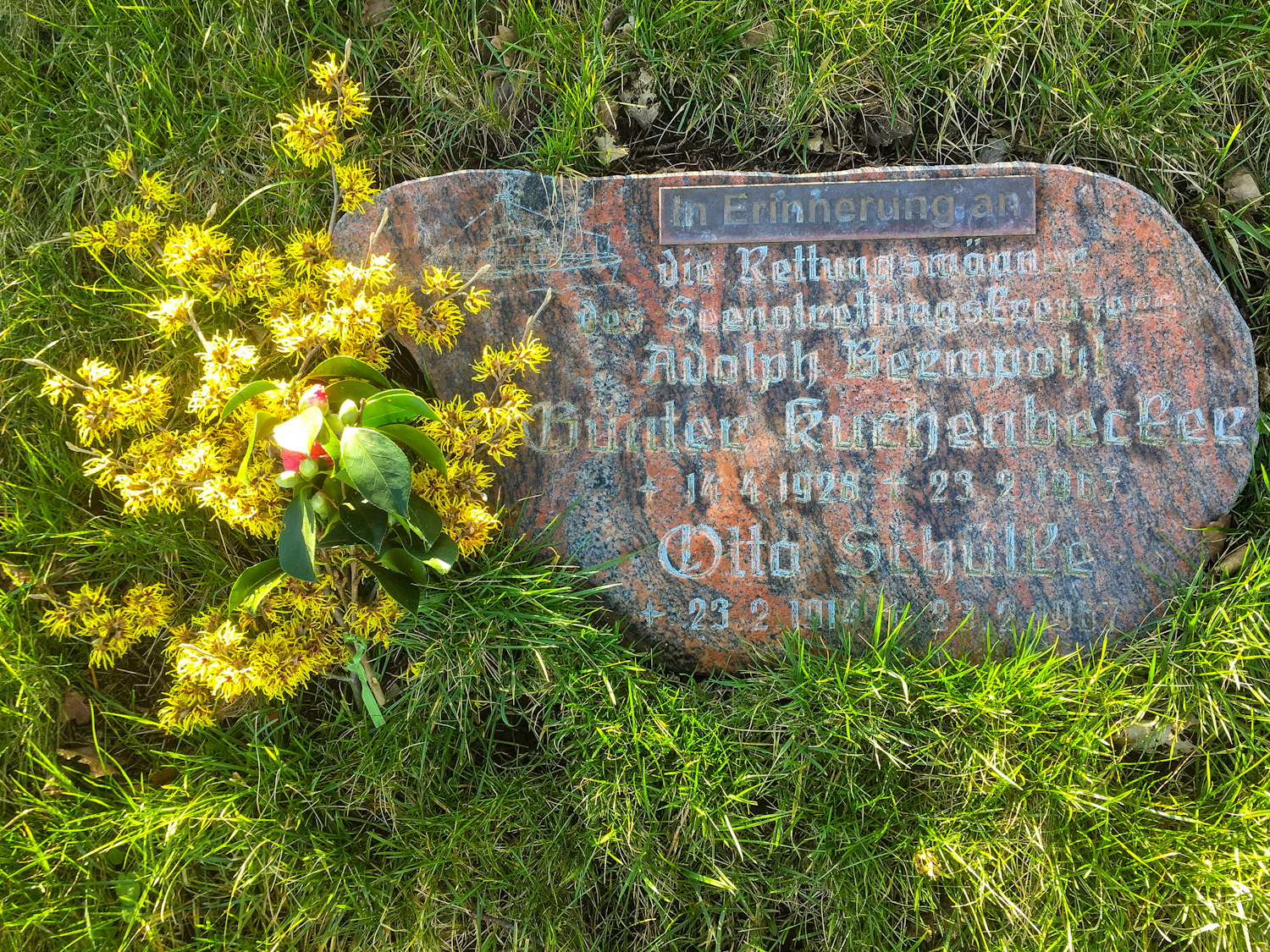
Gedenkstein der vier verunglückten Seenotretter der Adolph Bermpohl